# نهائي كأس الكؤوس الأوروبية 1973
نهائي كأس الكؤوس الأوروبية 1973 هي المباراة النهائية من منافسة كأس الكؤوس الأوروبية 1972–73، أقيمت المباراة في 16 مايو 1973، في ملعب كافتانزوغليو، بين فريقي إيه سي ميلان، وليدز يونايتد، وفاز فيها إيه سي ميلان، بعد أن هزم ليدز يونايتد، بنتيجة 1 - 0، وكان حكم المباراة Christos Michas ‏، وحضر المباراة 40154 شخصاً.

## تفاصيل المباراة
لعبت المباراة النهائية في 16 مايو 1973.
| إيه سي ميلان | 1 -0 | ليدز يونايتد |
| ------------ | ---- | ------------ |
|              |      |              |